# Agnes Magnell
Agnes Magnell, née le 26 novembre 1878 à Uddevalla et morte en 1966 à Uppsala, est une architecte suédoise. Elle est également connue pour être la première femme à étudier à l'Institut royal de technologie.

## Biographie

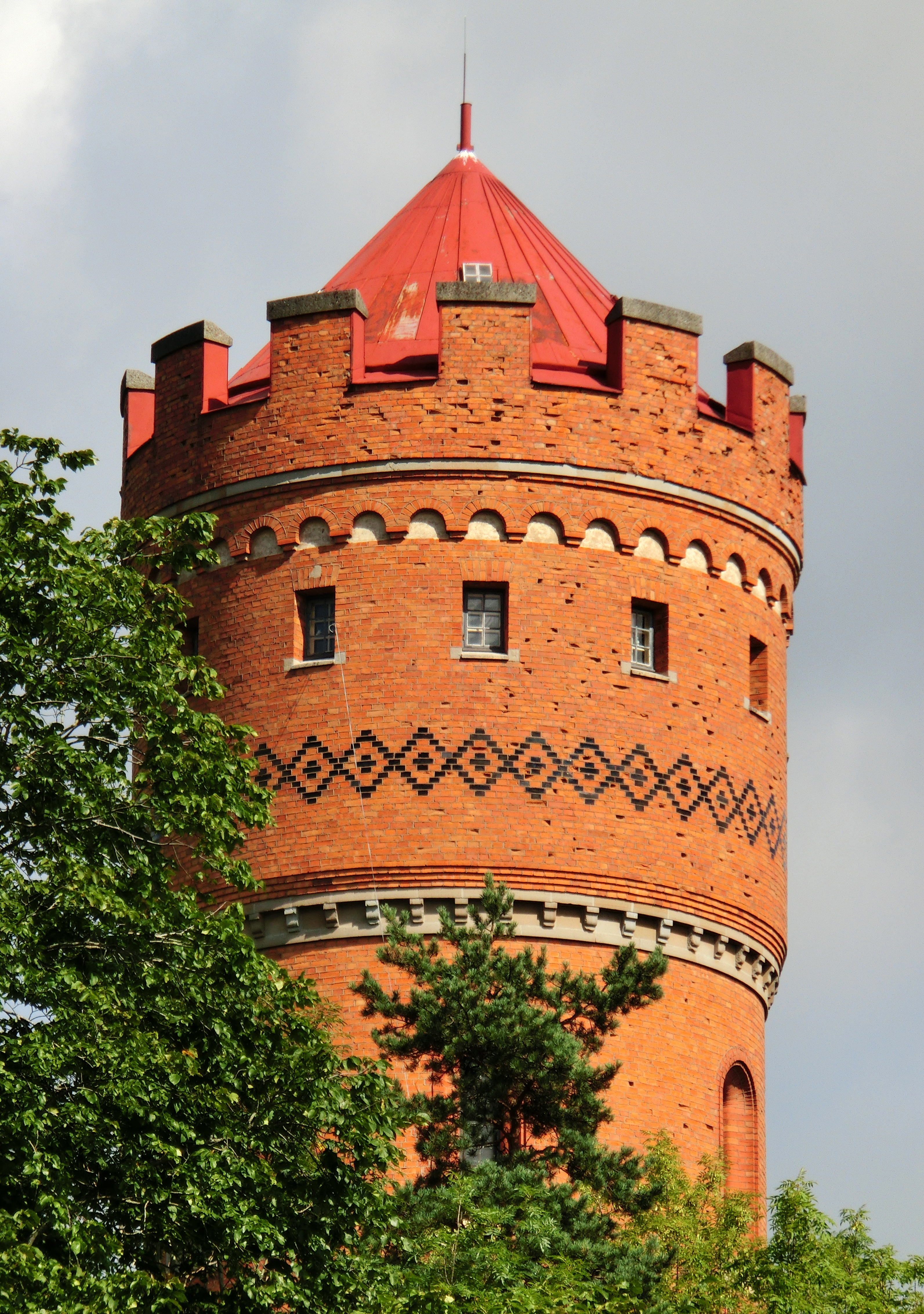
Le château d'eau de Sala conçu par Agnes Magnell.

Agnes Magnell est issue d'une famille aisée ; son père étant officier et propriétaire terrien. Elle commence des études artistiques en 1894 à Konstfack à Stockholm et y est fortement encouragée à aller étudier à l'Institut royal de technologie alors même que les femmes ne sont alors pas autorisées à étudier à l'institut.
À la suite d'une demande écrite émise par son père, elle intègre l'institut pour une durée de quatre ans. Elle est la première femme à étudier à l'institut. Elle rencontre et épouse un ingénieur du nom de Schmitt avec lequel elle travaille à la conception de châteaux d'eau et de centrales électriques. Elle n'a jamais obtenu son diplôme. Après quelques années, elle arrête sa carrière et devient femme au foyer.
Le château d'eau de Sala est un exemple célèbre de son travail,,.